# Kapčiamiestis
Kapčiamiestis è una località della Lituania, situata nella contea di Alytus.